# Agoda
Az Agoda egy online szállásfoglalással foglalkozó vállalat, melyet 2005-ben, Ázsiában alapítottak azzal a céllal, hogy kedvezményes áron biztosítsanak szállásfoglalási lehetőséget a világ bármely részéről Délkelet-Ázsiába érkező vendégeknek. Hivatalos weboldala 38 nyelven elérhető. Ma az Agoda több mint 21 irodával rendelkezik a világ nagyvárosaiban, Szingapúr, Bangkok, Hongkong, Kuala Lumpur mellett 2011-től már Budapesten is. A budapesti iroda több mint 100 alkalmazottjával az Agoda európai tevékenységének központja. Az Agoda 2011-től minden évben összeállítja Fresh Destinations-listáját, mely az elmúlt 12 hónap feltűnően népszerű ázsiai nyaralóhelyeit és városait tartalmazza.

## Történet
A cég elődjét Michael Kenny amerikai vállalkozó alapította, aki 1997-ben elindította a PlanetHoliday.com, majd később, 2003-ban PrecisionReservations.com oldalakat. 2003-ban a társalapító Robert Rosenstein is csatlakozott a céghez mint az ázsiai régióért felelős vezető, majd 2005-ben ők egyesítették a két oldalt Agoda Company néven, ezzel indították útjára az Agoda.com első verzióját.

## Felvásárlás
Az Agodát 2007 novemberében vásárolta fel az amerikai Priceline Group (NASDAQ: PCLN), a világ egyik legnagyobb online szállásközvetítője. A felvásárlás lehetővé tette a nemzetközi növekedést, a két alapító is a cégnél maradt, ők irányították az átalakulást és a terjeszkedést. 2011-ben Michael Kenny elhagyta a céget, és átadta a vezetést Robert Rosenseteinnek, aki ma a cég elnöke és vezérigazgatója. Az Agoda jelenleg több mint 1200 alkalmazottat foglalkoztat világszerte, maga a honlap 38 nyelven érhető el.

## Foglalás az Agoda.com oldalon
Az Agoda rendszerében több mint 285.000 szálláshely érhető el világszerte, a foglalás során hűségpontok gyűjthetők, melyek a későbbi szállásfoglalás során használhatók fel.

## Díjak
Az Agoda 2012-ben elnyerte a Travelmole Web Awards Asia legjobb szállásfoglalási oldalnak járó díját.